# Taisan-ji (Kamiita)
Pour les articles homonymes, voir Taisan-ji.
Taisan-ji (大山寺) est un temple bouddhiste de la secte Shingon situé à Kamiita, préfecture de Tokushima au Japon. Il aurait reçu la visite de Kōbō Daishi, sa principale image de vénération est celle de Senjū Kannon. Le shōrō et le kairō de 1830-1368, le hon-dō (milieu de l'époque d'Edo) et le daishidō (1863) sont tous inscrits au registre du patrimoine culturel. Le temple a été restauré en 1985,,,. Un réceptacle de bronze contenant des documents datant de 1126 a été désigné bien culturel important du Japon,.

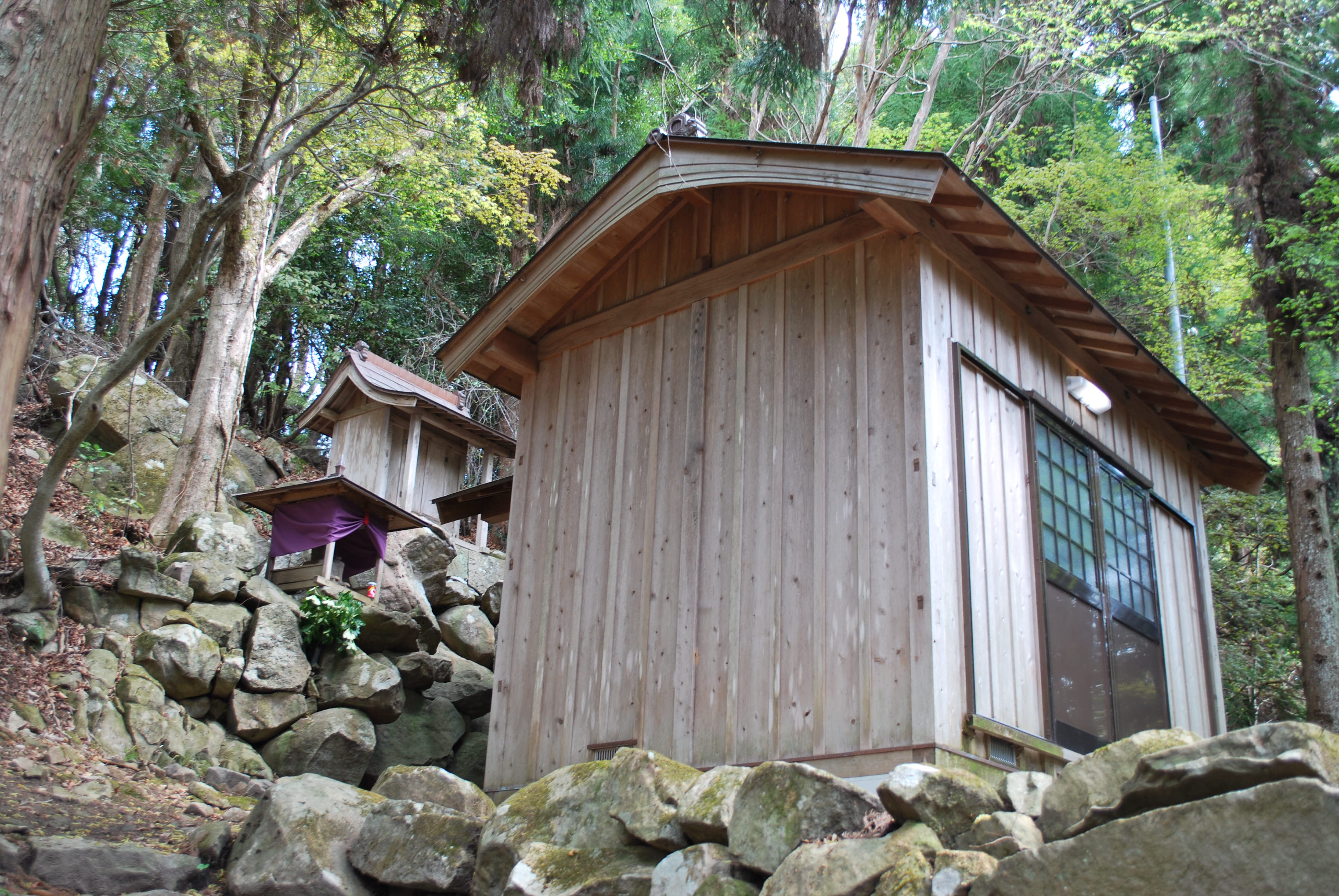

C'est l'une des étapes du pèlerinage des 20 temples exceptionnels de Shikoku.  